# Jezerka (Praha)
Jezerka je městský park v Praze 4 v Nuslích, mezi ulicemi Jaurisova, Družstevní ochoz a Na Jezerce. Jde o protáhlý údolní park s mírnými pohodlnými cestami, ale i prudkými přístupy ze stráně na jižním svahu. Má rozlohu 3,5 hektaru a leží na mírně svažující se ploše v nadmořských výškách 215 až 250 metrů.

## Historie
Studánka Jezerka je zmiňována již v Kosmově kronice jako pramen čisté vody, který býval veden dřevěnými trubkami na Vyšehrad. V kronice Václava Hájka z Libočan je psáno, že kněžna Libuše chodila na vršek Bezer (Jezer, Obezer) a že voda ze zdejšího pramene měla plnit Libušinu lázeň, kam se chodila koupat se svými družkami. Další pověst uvádí, že se údajně na vrchu Jezer konaly sněmy při kamenném stolci, na kterém byl nastolen kníže Přemysl. Tento stolec měl být později přenesen na Pražský hrad. Roku 1361 Vyšehradská kapitula nechala studánku obezdít a vyměnit dřevěné trubky za kamenné. Údajně se jednalo o pramen, který se nacházel v horní části parku v místech dětského hřiště a který byl při výstavbě domů ve 20. letech 20. století zasypán. Ve středověku se zde rozkládala vinice Šustrová a později postavená usedlost Šustrovka. Název Jezerka získala roku 1835 po přestavbě na zámeček a v budově byla provozována restaurace.  V 70. letech 20. století prošla budova přestavbou na televizní studio Československé televize, od roku 2004 zde sídlí Divadlo na Jezerce.

## Popis
Výstavba parku započala roku 1949 podle plánů architekta Jiřího Novotného a inženýra Jaroslava Schollara. Strmé stráně jsou na několika místech zpevněny kamennými opěrnými zídkami. Pramen je skryt pod zpevněnými plochami parku a je zdrojem pro jezírko pod budovou divadla.  V parku se nacházejí dvě dětská hřiště - jedno s prolézačkami, určené pro věk 2-12 let, druhé je dopravní hřiště. V horní části parku, v místě nad původní Libušinou lázní, je umístěn Památník padlých. Celým údolím se táhne ústřední cesta, spojující Pankrác s Nuslemi a Michlí. V parku se nacházejí cenné dřeviny, např. dub letní, platan javorolistý, převislá vrba bílá a jírovec pleťový. Platan javorolistý v parku Jezerka je památkově chráněným stromem. Původní zahrady připomínají staré hrušně obecné.
Městská část Praha 4 připravuje revitalizaci oblíbeného nuselského parku Jezerka. Vzhledm k velikosti parku se realizuje ve více fázích, přičemž v první etapě dojde k obnově vyschlého jezírka a jeho bezprostředního okolí, včetně potůčku vytékajícího z drenáže pod Divadlem na Jezerce.
Poměrně novou tradicí parku je slavnost „Svatováclavské velebení“ pořádané ve spolupráci s Divadlem Spejbla a Hurvínka vždy 28. září.

## Galerie

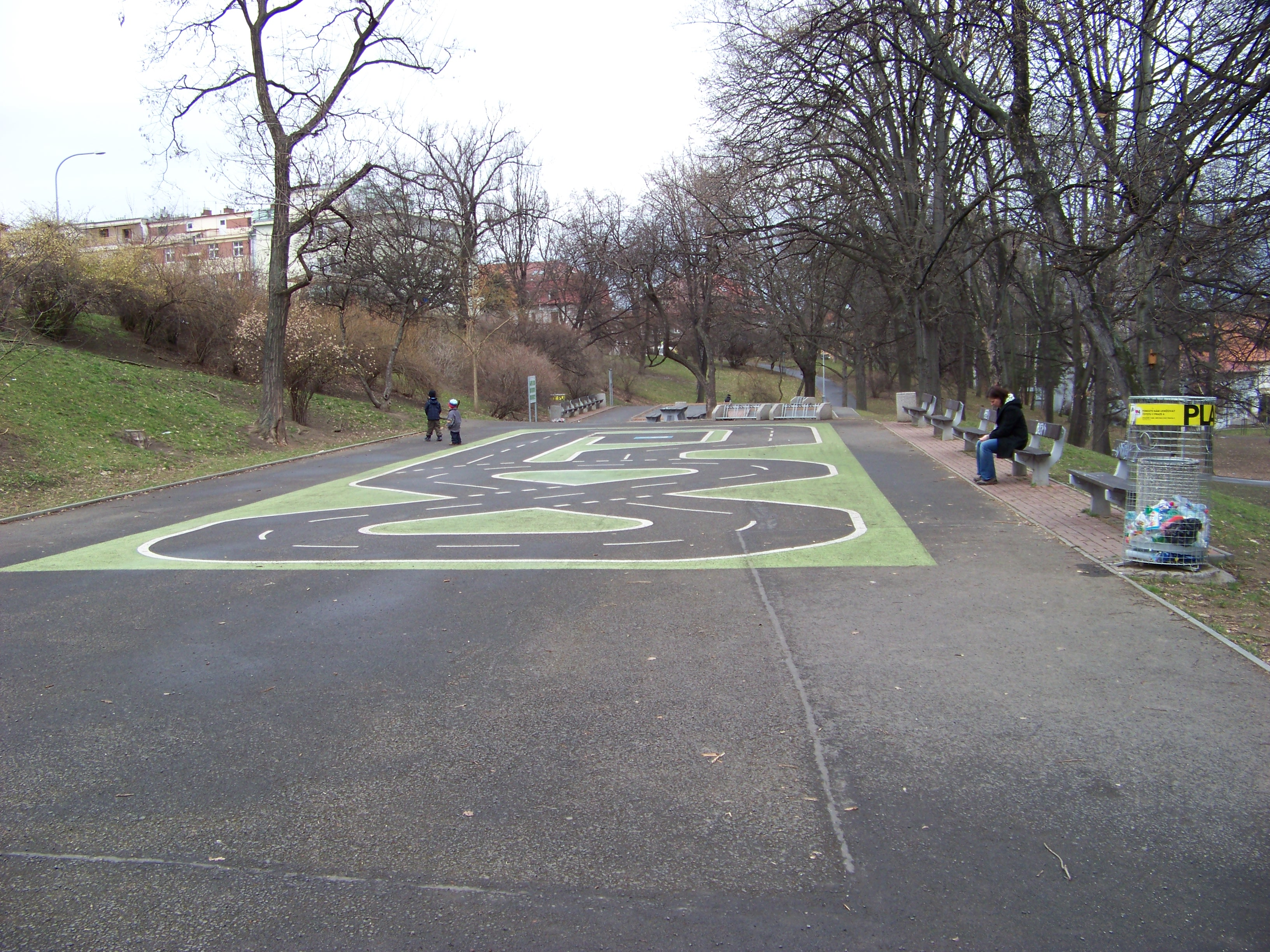
Dopravní hřiště
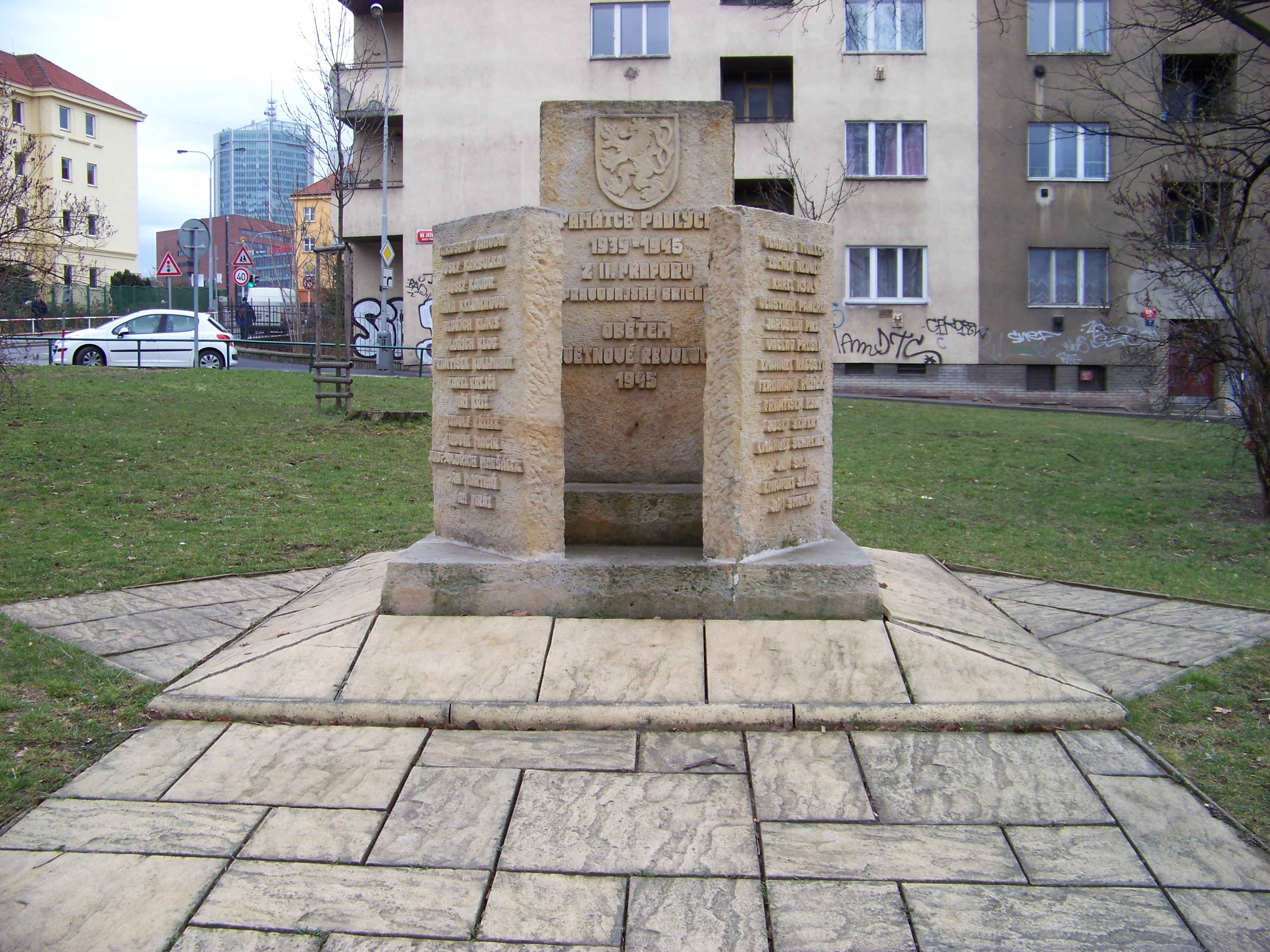
Pomník padlých
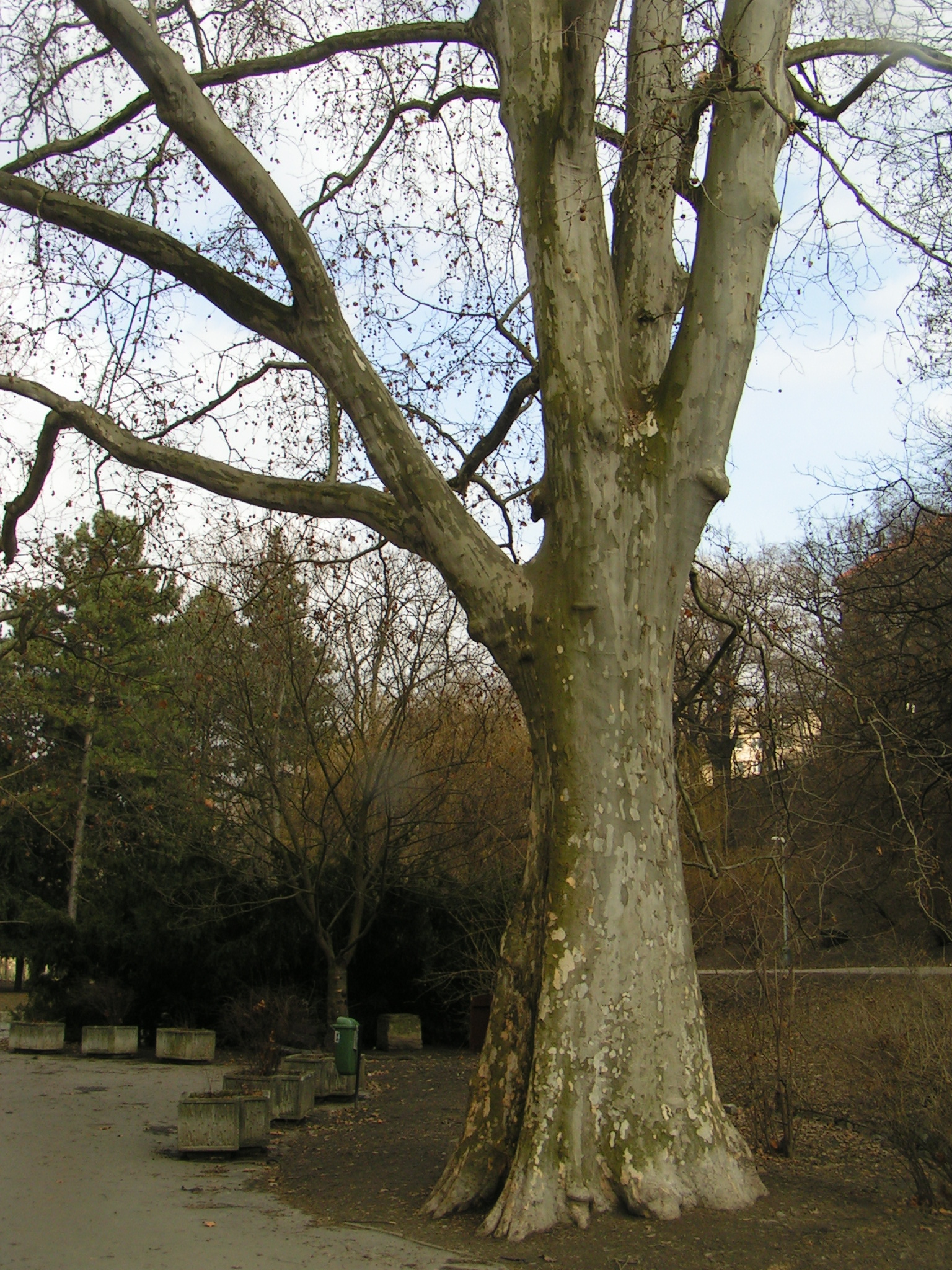
Platan javorolistý
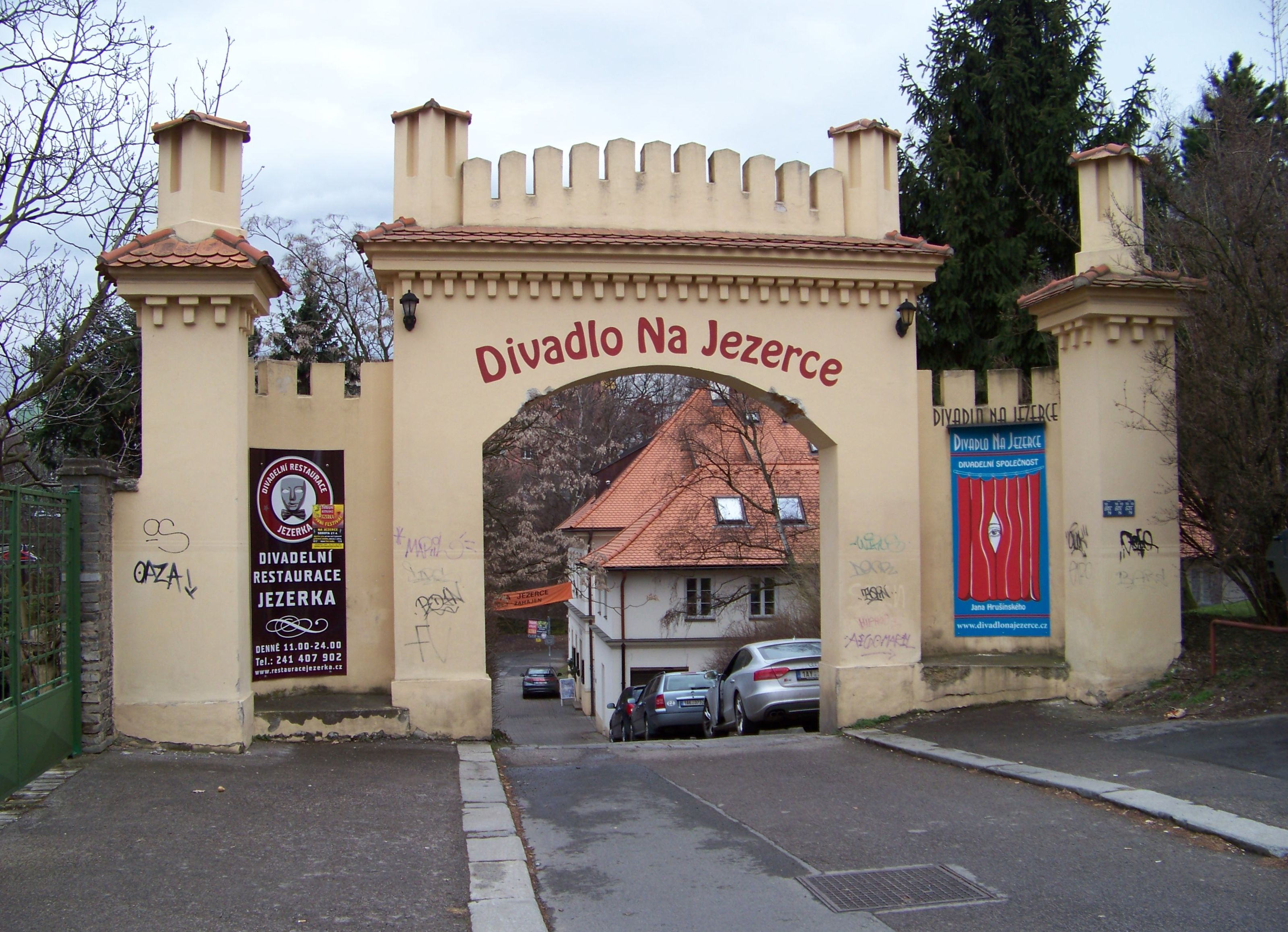
Vstup novogotickou branou k Divadlu na Jezerce